# VfL 06 Saalfeld
Der VfL 06 Saalfeld war ein deutscher Fußballverein aus Saalfeld/Saale im Landkreis Saalfeld-Rudolstadt. Heimstätte war das Stadion Saalewiesen, welches 4.000 Zuschauern Platz bietet. Der Club war ein Nachfolgeverein von Motor Saalfeld und Carl Zeiss Saalfeld.

## Verein

Historisches Logo von 1906 bis 1919

Historisches Logo von 1923 bis 1930

Historisches Logo von Carl Zeiss Saalfeld

Der VfL 06 Saalfeld entstand im Jahr 1906 unter der Bezeichnung FV Saalfeld von 1906 (später auch VfL 06 Saalfeld). Auf sportlicher Ebene spielte der Club bis 1945 ausnahmslos im Gau Ostthüringen,  etwaige Teilnahmen an den Endrunden zur Mitteldeutschen Meisterschaft oder Gauliga Mitte fanden nicht statt.
1945 wurde der Club aufgelöst und 1946 als SG Saalfeld neu gegründet. Die lose Sportgruppe wurde mit dem Einsteigen von Carl Zeiss als Trägerbetrieb zunächst in Optik Saalfeld sowie Mechanik Saalfeld (jeweils 1950), ab 1951 in Motor Saalfeld umbenannt. Auf sportlicher Ebene wurde Motor Saalfeld in der Spielzeit 1952/53 zum Gründungsmitglied der drittklassigen Bezirksliga Gera, welche mit kurzzeitigen Unterbrechungen bis 1977 gehalten wurde. 1986 kehrte die im Jahr 1984 in Carl Zeiss Saalfeld erneut umbenannte Betriebssportgemeinschaft noch einmal kurzzeitig in den Geraer Bezirksligafußball zurück, scheiterte jedoch knapp an Dynamo Gera.
Größter Erfolg der Vereinsgeschichte war der 1958 errungene Gewinn des Geraer Bezirkspokals, in dem Saalfeld gegen Chemie Kahla mit 3:2 gewinnen konnte. In der damit verbundenen Qualifikation zum FDGB-Pokal 1959 setzten sich die Saalfelder zunächst gegen Motor Gotha durch, unterlagen im Anschluss aber Dynamo Erfurt, dem Vertreter der II. DDR-Liga, mit 1:2. In der Folgezeit gelang den Thüringern keine Rückkehr in den höherklassigen DDR-Fußball mehr.
1990 fungierte der Club zunächst als SV Carl Zeiss, kehrte aber bereits 1991 zu seinem historischen Namen VfL 06 Saalfeld zurück. Der VfL agierte seitdem ausnahmslos im ostthüringischen Lokalbereich. Nach dreijähriger Zugehörigkeit zur Landesklasse Ost stiegen die Saalfelder in der Saison 2010/11 in die achtklassige Regionalklasse ab, die 2012/13 unter der Bezeichnung „Kreisoberliga Mittelthüringen“ spielte.
In der Saison 2013/14 bildeten die Männermannschaften des FC Lokomotive Saalfeld (bisher Landesklasse) und des VfL Saalfeld (Kreisoberliga Mittelthüringen) die Spielgemeinschaft FC Lokomotive Saalfeld. Die erste Mannschaft übernahm das Spielrecht von Lok, die zweite vom VfL.

## Fusion zum FC Saalfeld
Am 14. Januar 2014 wurde der FC Saalfeld gegründet und am 27. Mai 2014 rückwirkend zum 15. Mai 2014 in den Landessportbund Thüringen aufgenommen. 2016 stieg der FC Saalfeld in die Landesklasse auf. 2018 und 2021 erreichte man im Thüringen Pokal das Halbfinale. 2022 stieg der FC Saalfeld in die Verbandsliga Thüringen auf.

## Statistik
- Teilnahme FDGB-Pokal: 1959
- Teilnahme Bezirksliga Gera: 1952/53 bis 1966/67, 1968/69 bis 1976/77, 1986/87